# Riederwald
Riederwald, Frankfurt-Riederwald – 33. dzielnica (Stadtteil) miasta Frankfurt nad Menem, w Niemczech, w kraju związkowym Hesja. Należy do okręgu administracyjnego Ost.